# The Sun Ain’t Gonna Shine (Anymore)
The Sun Ain’t Gonna Shine (Anymore) ist ein Lied von Frankie Valli aus dem Jahr 1965, das von Bob Crewe und Bob Gaudio geschrieben wurde. Es erschien auf dem Album Solo.

## Geschichte
Erstmals im August 1965 veröffentlichte Frankie Valli den Rocksong und hatte damit kommerziell keinen Erfolg, in den 1960er Jahren war es seine erste Soloveröffentlichung.

## Coverversion der Walker Brothers
Im Jahr 1966 veröffentlichten die Walker Brothers ihre Version von The Sun Ain’t Gonna Shine (Anymore), vergleichsweise zum Original geht sie in die Richtung Wall of Sound und Pop. Die Veröffentlichung war am 3. März 1966, in Großbritannien wurde das Cover ein Nummer-eins-Hit und war weltweit deutlich erfolgreicher.
Bei einem Trailer zur Serie The Walking Dead und im Film Auf der Suche nach einem Freund fürs Ende der Welt fand das Lied seine Verwendung.
| ChartsChartplatzierungen       | Höchstplatzierung | Wochen |
| ------------------------------ | ----------------- | ------ |
| Deutschland (GfK)              | 4 (18 Wo.)        | 18     |
| Vereinigte Staaten (Billboard) | 14 (8 Wo.)        | 8      |
| Vereinigtes Königreich (OCC)   | 1 (10 Wo.)        | 10     |

| ChartsJahrescharts (1966) | Platzierung |
| ------------------------- | ----------- |
| Deutschland (GfK)         | 22          |

## Andere Coverversionen
- 1966: The Casuals (Il sole non tramonterà)
- 1966: Richard Anthony (Le soleil ne brille plus)
- 1966: Jay & the Americans
- 1970: The Lettermen
- 1975: Cliff Richard (Make It Easy On Yourself/The Sun Ain’t Gonna Shine Anymore (Liveversion))
- 1979: Neil Diamond
- 1981: Chilly
- 1982: Peter Hofmann
- 1984: Howard Carpendale
- 1986: The Flying Pickets
- 1986: Long John Baldry
- 1990: Karina (El sol no brillará nunca más)
- 1991: Die Flippers (Der Himmel hat dich für mich erdacht)
- 1994: Stars on 45 (Star Wars And Other Hits)
- 1994: Bläck Fööss
- 1995: Cher
- 1995: David Essex
- 1995: The Bates
- 1996: Roland Kaiser (Gefühle gehen manchmal vorbei)
- 1998: Karel Gott (Zas budeš krásná)
- 2003: Johannes Kalpers (Auf einmal scheint die Sonne nicht mehr)
- 2004: Keane
- 2008: Erkan Aki
- 2014: Maren Kroymann
- 2022: Bruce Springsteen